# Liste der Nummer-eins-Hits in den USA (1960)
Dies ist eine Liste der Nummer-eins-Hits in den von Billboard ermittelten Charts in den USA (Hot 100) im Jahr 1960. In diesem Jahr gab es zwanzig Nummer-eins-Singles und elf Nummer-eins-Alben.

## Singles
| ← 1959 ← | Liste der Nummer-eins-Hits in den USA | Liste der Nummer-eins-Hits in den USA                         | Liste der Nummer-eins-Hits in den USA                                          | 1961 →                    |
| \| Zeitraum \| Wo. ges. \| Interpret \| Titel Autor(en) \| Zusätzliche Informationen \| \| (Zeitraum, Wochen auf Platz eins, Interpret, Titel, Autor[en], zusätzliche Informationen) \| \| \| \| \| \| ----------------------------------------------------------------------------------------- \| -------- \| ------------------------------------------------------------- \| ---------------------------------------------------------------------------------- \| ------------------------- \| \| 28. Dezember 1959 – 3. Januar 1960 1 Woche (insgesamt 1) \| 1 \| Frankie Avalon with Peter De Angelis & His Orchestra & Chorus \| Why[1] Peter De Angelis, Bob Marcucci \| - \| \| 4. Januar 1960 – 17. Januar 1960 2 Wochen (insgesamt 2) \| 2 \| Marty Robbins \| El Paso[2] Marty Robbins \| - \| \| 18. Januar 1960 – 7. Februar 1960 3 Wochen (insgesamt 3) \| 3 \| Johnny Preston \| Running Bear[3] J. P. Richardson \| - \| \| 8. Februar 1960 – 21. Februar 1960 2 Wochen (insgesamt 2) \| 2 \| Mark Dinning \| Teen Angel[4] Jean Surrey, Red Surrey \| - \| \| 22. Februar 1960 – 24. April 1960 9 Wochen (insgesamt 9) \| 9 \| Percy Faith & His Orchestra \| Theme from “A Summer Place”[5] Max Steiner \| - \| \| 25. April 1960 – 22. Mai 1960 4 Wochen (insgesamt 4) \| 4 \| Elvis Presley with The Jordanaires \| Stuck on You[6] Aaron Schroeder, J. Leslie McFarland \| - \| \| 23. Mai 1960 – 26. Juni 1960 5 Wochen (insgesamt 5) \| 5 \| The Everly Brothers \| Cathy’s Clown[7] Don Everly, Phil Everly \| - \| \| 27. Juni 1960 – 10. Juli 1960 2 Wochen (insgesamt 2) \| 2 \| Connie Francis with Joe Sherman & His Orchestra \| Everybody’s Somebody’s Fool[8] Jack Keller, Howard Greenfield \| - \| \| 11. Juli 1960 – 17. Juli 1960 1 Woche (insgesamt 1) \| 1 \| The Hollywood Argyles \| Alley-Oop[9] Dallas Frazier \| - \| \| 18. Juli 1960 – 7. August 1960 3 Wochen (insgesamt 3) \| 3 \| Brenda Lee \| I’m Sorry[10] Ronnie Self, Dub Albritton \| - \| \| 8. August 1960 – 14. August 1960 1 Woche (insgesamt 1) \| 1 \| Brian Hyland with John Dixon & His Orchestra \| Itsy Bitsy Teenie Weenie Yellow Polka Dot Bikini[11] Lee Pockriss, Paul Vance \| - \| \| 15. August 1960 – 18. September 1960 5 Wochen (insgesamt 5) \| 5 \| Elvis Presley with The Jordanaires \| It’s Now or Never[12] Aaron Schroeder, Wally Gold \| - \| \| 19. September 1960 – 25. September 1960 1 Woche (insgesamt 3) \| 3 \| Chubby Checker \| The Twist[13] Hank Ballard \| - \| \| 26. September 1960 – 9. Oktober 1960 2 Wochen (insgesamt 2) \| 2 \| Connie Francis with Joe Sherman & His Orchestra \| My Heart Has a Mind of Its Own[14] Jack Keller, Howard Greenfield \| - \| \| 10. Oktober 1960 – 16. Oktober 1960 1 Woche (insgesamt 1) \| 1 \| Larry Verne \| Mr. Custer[15] Al De Lory, Fred Darian, Joseph Van Winkle \| - \| \| 17. Oktober 1960 – 23. Oktober 1960 1 Woche (insgesamt 3) \| 3 \| The Drifters feat. Ben E. King \| Save the Last Dance for Me[16] Doc Pomus, Mort Shuman \| - \| \| 24. Oktober 1960 – 30. Oktober 1960 1 Woche (insgesamt 1) \| 1 \| Brenda Lee \| I Want to be Wanted (Per tutta la vita)[17] Alberto Testa, Pino Spotti, Kim Gannon \| - \| \| 31. Oktober 1960 – 13. November 1960 2 Wochen (insgesamt 3) \| 3 \| The Drifters feat. Ben E. King \| Save the Last Dance for Me Doc Pomus, Mort Shuman \| - \| \| 14. November 1960 – 20. November 1960 1 Woche (insgesamt 1) \| 1 \| Ray Charles with Ralph Burns & his Orchestra \| Georgia on My Mind[18] Hoagy Carmichael, Stuart Gorrell \| - \| \| 21. November 1960 – 27. November 1960 1 Woche (insgesamt 1) \| 1 \| Maurice Williams & The Zodiacs \| Stay (Just a Little Bit Longer)[19] Maurice Williams \| - \| \| 28. November 1960 – 8. Januar 1961 6 Wochen (insgesamt 6) \| 6 \| Elvis Presley with The Jordanaires \| Are You Lonesome Tonight?[20] Lou Handman, Roy Turk \| - \| |                                       |                                                               |                                                                                |                           |
| ← 1959 |                                       |                                                               |                                                                                | → 1961 →                  |
| Zeitraum | Wo. ges.                              | Interpret                                                     | Titel Autor(en)                                                                | Zusätzliche Informationen |
| (Zeitraum, Wochen auf Platz eins, Interpret, Titel, Autor[en], zusätzliche Informationen) |                                       |                                                               |                                                                                |                           |
| 28. Dezember 1959 – 3. Januar 1960 1 Woche (insgesamt 1) | 1                                     | Frankie Avalon with Peter De Angelis & His Orchestra & Chorus | Why Peter De Angelis, Bob Marcucci                                             | -                         |
| 4. Januar 1960 – 17. Januar 1960 2 Wochen (insgesamt 2) | 2                                     | Marty Robbins                                                 | El Paso Marty Robbins                                                          | -                         |
| 18. Januar 1960 – 7. Februar 1960 3 Wochen (insgesamt 3) | 3                                     | Johnny Preston                                                | Running Bear J. P. Richardson                                                  | -                         |
| 8. Februar 1960 – 21. Februar 1960 2 Wochen (insgesamt 2) | 2                                     | Mark Dinning                                                  | Teen Angel Jean Surrey, Red Surrey                                             | -                         |
| 22. Februar 1960 – 24. April 1960 9 Wochen (insgesamt 9) | 9                                     | Percy Faith & His Orchestra                                   | Theme from “A Summer Place” Max Steiner                                        | -                         |
| 25. April 1960 – 22. Mai 1960 4 Wochen (insgesamt 4) | 4                                     | Elvis Presley with The Jordanaires                            | Stuck on You Aaron Schroeder, J. Leslie McFarland                              | -                         |
| 23. Mai 1960 – 26. Juni 1960 5 Wochen (insgesamt 5) | 5                                     | The Everly Brothers                                           | Cathy’s Clown Don Everly, Phil Everly                                          | -                         |
| 27. Juni 1960 – 10. Juli 1960 2 Wochen (insgesamt 2) | 2                                     | Connie Francis with Joe Sherman & His Orchestra               | Everybody’s Somebody’s Fool Jack Keller, Howard Greenfield                     | -                         |
| 11. Juli 1960 – 17. Juli 1960 1 Woche (insgesamt 1) | 1                                     | The Hollywood Argyles                                         | Alley-Oop Dallas Frazier                                                       | -                         |
| 18. Juli 1960 – 7. August 1960 3 Wochen (insgesamt 3) | 3                                     | Brenda Lee                                                    | I’m Sorry Ronnie Self, Dub Albritton                                           | -                         |
| 8. August 1960 – 14. August 1960 1 Woche (insgesamt 1) | 1                                     | Brian Hyland with John Dixon & His Orchestra                  | Itsy Bitsy Teenie Weenie Yellow Polka Dot Bikini Lee Pockriss, Paul Vance      | -                         |
| 15. August 1960 – 18. September 1960 5 Wochen (insgesamt 5) | 5                                     | Elvis Presley with The Jordanaires                            | It’s Now or Never Aaron Schroeder, Wally Gold                                  | -                         |
| 19. September 1960 – 25. September 1960 1 Woche (insgesamt 3) | 3                                     | Chubby Checker                                                | The Twist Hank Ballard                                                         | -                         |
| 26. September 1960 – 9. Oktober 1960 2 Wochen (insgesamt 2) | 2                                     | Connie Francis with Joe Sherman & His Orchestra               | My Heart Has a Mind of Its Own Jack Keller, Howard Greenfield                  | -                         |
| 10. Oktober 1960 – 16. Oktober 1960 1 Woche (insgesamt 1) | 1                                     | Larry Verne                                                   | Mr. Custer Al De Lory, Fred Darian, Joseph Van Winkle                          | -                         |
| 17. Oktober 1960 – 23. Oktober 1960 1 Woche (insgesamt 3) | 3                                     | The Drifters feat. Ben E. King                                | Save the Last Dance for Me Doc Pomus, Mort Shuman                              | -                         |
| 24. Oktober 1960 – 30. Oktober 1960 1 Woche (insgesamt 1) | 1                                     | Brenda Lee                                                    | I Want to be Wanted (Per tutta la vita) Alberto Testa, Pino Spotti, Kim Gannon | -                         |
| 31. Oktober 1960 – 13. November 1960 2 Wochen (insgesamt 3) | 3                                     | The Drifters feat. Ben E. King                                | Save the Last Dance for Me Doc Pomus, Mort Shuman                              | -                         |
| 14. November 1960 – 20. November 1960 1 Woche (insgesamt 1) | 1                                     | Ray Charles with Ralph Burns & his Orchestra                  | Georgia on My Mind Hoagy Carmichael, Stuart Gorrell                            | -                         |
| 21. November 1960 – 27. November 1960 1 Woche (insgesamt 1) | 1                                     | Maurice Williams & The Zodiacs                                | Stay (Just a Little Bit Longer) Maurice Williams                               | -                         |
| 28. November 1960 – 8. Januar 1961 6 Wochen (insgesamt 6) | 6                                     | Elvis Presley with The Jordanaires                            | Are You Lonesome Tonight? Lou Handman, Roy Turk                                | -                         |

## Alben

### Mono
| ← 1959 ← | Liste der Nummer-eins-Alben in den USA | Liste der Nummer-eins-Alben in den USA | Liste der Nummer-eins-Alben in den USA | 1961 →                    |
| \| Zeitraum \| Wo. ges. \| Interpret \| Titel \| Zusätzliche Informationen \| \| (Zeitraum, Wochen auf Platz eins, Interpret, Titel, zusätzliche Informationen) \| \| \| \| \| \| ------------------------------------------------------------------------------ \| -------- \| ---------------------------- \| --------------------------------------- \| ------------------------- \| \| 28. Dezember 1959 – 14. Februar 1960 7 Wochen (insgesamt 9) \| 9 \| The Kingston Trio \| Here We Go Again![21] \| - \| \| 15. Februar 1960 – 8. Mai 1960 12 Wochen (insgesamt 12) \| 12 \| Original Broadway Cast \| The Sound of Music[22] \| - \| \| 9. Mai 1960 – 15. Mai 1960 1 Woche (insgesamt 1) \| 1 \| Billy Vaughn & his Orchestra \| Theme from A Summer Place[23] \| - \| \| 16. Mai 1960 – 22. Mai 1960 1 Woche (insgesamt 10) \| 10 \| The Kingston Trio \| Sold Out[24] \| - \| \| 23. Mai 1960 – 29. Mai 1960 1 Woche (insgesamt 2) \| 2 \| Billy Vaughn & his Orchestra \| Theme from A Summer Place \| - \| \| 30. Mai 1960 – 31. Juli 1960 9 Wochen (insgesamt 10) \| 10 \| The Kingston Trio \| Sold Out \| - \| \| 1. August 1960 – 25. September 1960 8 Wochen (insgesamt 14) \| 14 \| Bob Newhart \| The Button-Down Mind of Bob Newhart[25] \| - \| \| 26. September 1960 – 30. Oktober 1960 5 Wochen (insgesamt 5) \| 5 \| The Kingston Trio \| String Along[26] \| - \| \| 31. Oktober 1960 – 6. November 1960 1 Woche (insgesamt 1) \| 1 \| Frank Sinatra \| Nice ’n’ Easy[27] \| - \| \| 7. November 1960 – 11. Dezember 1960 5 Wochen (insgesamt 14) \| 14 \| Bob Newhart \| The Button-Down Mind of Bob Newhart \| - \| \| 12. Dezember 1960 – 18. Dezember 1960 1 Woche (insgesamt 1) \| 1 \| Elvis Presley \| G.I. Blues[28] \| - \| \| 19. Dezember 1960 – 25. Dezember 1960 1 Woche (insgesamt 14) \| 14 \| Bob Newhart \| The Button-Down Mind of Bob Newhart \| - \| |                                        |                                        |                                        |                           |
| ← 1959 |                                        |                                        |                                        | → 1961 →                  |
| Zeitraum | Wo. ges.                               | Interpret                              | Titel                                  | Zusätzliche Informationen |
| (Zeitraum, Wochen auf Platz eins, Interpret, Titel, zusätzliche Informationen) |                                        |                                        |                                        |                           |
| 28. Dezember 1959 – 14. Februar 1960 7 Wochen (insgesamt 9) | 9                                      | The Kingston Trio                      | Here We Go Again!                      | -                         |
| 15. Februar 1960 – 8. Mai 1960 12 Wochen (insgesamt 12) | 12                                     | Original Broadway Cast                 | The Sound of Music                     | -                         |
| 9. Mai 1960 – 15. Mai 1960 1 Woche (insgesamt 1) | 1                                      | Billy Vaughn & his Orchestra           | Theme from A Summer Place              | -                         |
| 16. Mai 1960 – 22. Mai 1960 1 Woche (insgesamt 10) | 10                                     | The Kingston Trio                      | Sold Out                               | -                         |
| 23. Mai 1960 – 29. Mai 1960 1 Woche (insgesamt 2) | 2                                      | Billy Vaughn & his Orchestra           | Theme from A Summer Place              | -                         |
| 30. Mai 1960 – 31. Juli 1960 9 Wochen (insgesamt 10) | 10                                     | The Kingston Trio                      | Sold Out                               | -                         |
| 1. August 1960 – 25. September 1960 8 Wochen (insgesamt 14) | 14                                     | Bob Newhart                            | The Button-Down Mind of Bob Newhart    | -                         |
| 26. September 1960 – 30. Oktober 1960 5 Wochen (insgesamt 5) | 5                                      | The Kingston Trio                      | String Along                           | -                         |
| 31. Oktober 1960 – 6. November 1960 1 Woche (insgesamt 1) | 1                                      | Frank Sinatra                          | Nice ’n’ Easy                          | -                         |
| 7. November 1960 – 11. Dezember 1960 5 Wochen (insgesamt 14) | 14                                     | Bob Newhart                            | The Button-Down Mind of Bob Newhart    | -                         |
| 12. Dezember 1960 – 18. Dezember 1960 1 Woche (insgesamt 1) | 1                                      | Elvis Presley                          | G.I. Blues                             | -                         |
| 19. Dezember 1960 – 25. Dezember 1960 1 Woche (insgesamt 14) | 14                                     | Bob Newhart                            | The Button-Down Mind of Bob Newhart    | -                         |

### Stereo
| ← 1959 ← | Liste der Nummer-eins-Alben in den USA | Liste der Nummer-eins-Alben in den USA                                       | Liste der Nummer-eins-Alben in den USA | 1961 →                    |
| \| Zeitraum \| Wo. ges. \| Interpret \| Titel \| Zusätzliche Informationen \| \| (Zeitraum, Wochen auf Platz eins, Interpret, Titel, zusätzliche Informationen) \| \| \| \| \| \| ------------------------------------------------------------------------------ \| -------- \| ---------------------------------------------------------------------------- \| ------------------------- \| ------------------------- \| \| 28. Dezember 1959 – 10. Januar 1960 2 Wochen (insgesamt 36) \| 36 \| Original Motion Picture Soundtrack \| South Pacific[29] \| - \| \| 11. Januar 1960 – 17. Januar 1960 1 Woche (insgesamt 2) \| 2 \| The Kingston Trio \| Here We Go Again! \| - \| \| 18. Januar 1960 – 24. Januar 1960 1 Woche (insgesamt 1) \| 1 \| The Mormon Tabernacle Choir with Eugene Ormandy & The Philadelphia Orchestra \| The Lord’s Prayer[30] \| - \| \| 25. Januar 1960 – 31. Januar 1960 1 Woche (insgesamt 2) \| 2 \| The Kingston Trio \| Here We Go Again! \| - \| \| 1. Februar 1960 – 1. Mai 1960 13 Wochen (insgesamt 15) \| 15 \| Original Broadway Cast \| The Sound Of Music \| - \| \| 2. Mai 1960 – 8. Mai 1960 1 Woche (insgesamt 13) \| 13 \| Terry Snyder & The All Stars \| Persuasive Percussion[31] \| - \| \| 9. Mai 1960 – 22. Mai 1960 2 Wochen (insgesamt 15) \| 15 \| Original Broadway Cast \| The Sound of Music \| - \| \| 23. Mai 1960 – 29. Mai 1960 1 Woche (insgesamt 13) \| 13 \| Terry Snyder & The All Stars \| Persuasive Percussion \| - \| \| 30. Mai 1960 – 5. Juni 1960 1 Woche (insgesamt 3) \| 3 \| The Kingston Trio \| Sold Out \| - \| \| 6. Juni 1960 – 21. August 1960 11 Wochen (insgesamt 13) \| 13 \| Terry Snyder & The All Stars \| Persuasive Percussion \| - \| \| 22. August 1960 – 4. September 1960 2 Wochen (insgesamt 3) \| 3 \| The Kingston Trio \| Sold Out \| - \| \| 5. September 1960 – 30. Oktober 1960 8 Wochen (insgesamt 9) \| 9 \| The Kingston Trio \| String Along \| - \| \| 31. Oktober 1960 – 20. November 1960 3 Wochen (insgesamt 7) \| 7 \| Frank Sinatra \| Nice ’n’ Easy \| - \| \| 21. November 1960 – 27. November 1960 1 Woche (insgesamt 9) \| 9 \| The Kingston Trio \| String Along \| - \| \| 28. November 1960 – 25. Dezember 1960 4 Wochen (insgesamt 7) \| 7 \| Frank Sinatra \| Nice ’n’ Easy \| - \| |                                        |                                                                              |                                        |                           |
| ← 1959 |                                        |                                                                              |                                        | → 1961 →                  |
| Zeitraum | Wo. ges.                               | Interpret                                                                    | Titel                                  | Zusätzliche Informationen |
| (Zeitraum, Wochen auf Platz eins, Interpret, Titel, zusätzliche Informationen) |                                        |                                                                              |                                        |                           |
| 28. Dezember 1959 – 10. Januar 1960 2 Wochen (insgesamt 36) | 36                                     | Original Motion Picture Soundtrack                                           | South Pacific                          | -                         |
| 11. Januar 1960 – 17. Januar 1960 1 Woche (insgesamt 2) | 2                                      | The Kingston Trio                                                            | Here We Go Again!                      | -                         |
| 18. Januar 1960 – 24. Januar 1960 1 Woche (insgesamt 1) | 1                                      | The Mormon Tabernacle Choir with Eugene Ormandy & The Philadelphia Orchestra | The Lord’s Prayer                      | -                         |
| 25. Januar 1960 – 31. Januar 1960 1 Woche (insgesamt 2) | 2                                      | The Kingston Trio                                                            | Here We Go Again!                      | -                         |
| 1. Februar 1960 – 1. Mai 1960 13 Wochen (insgesamt 15) | 15                                     | Original Broadway Cast                                                       | The Sound Of Music                     | -                         |
| 2. Mai 1960 – 8. Mai 1960 1 Woche (insgesamt 13) | 13                                     | Terry Snyder & The All Stars                                                 | Persuasive Percussion                  | -                         |
| 9. Mai 1960 – 22. Mai 1960 2 Wochen (insgesamt 15) | 15                                     | Original Broadway Cast                                                       | The Sound of Music                     | -                         |
| 23. Mai 1960 – 29. Mai 1960 1 Woche (insgesamt 13) | 13                                     | Terry Snyder & The All Stars                                                 | Persuasive Percussion                  | -                         |
| 30. Mai 1960 – 5. Juni 1960 1 Woche (insgesamt 3) | 3                                      | The Kingston Trio                                                            | Sold Out                               | -                         |
| 6. Juni 1960 – 21. August 1960 11 Wochen (insgesamt 13) | 13                                     | Terry Snyder & The All Stars                                                 | Persuasive Percussion                  | -                         |
| 22. August 1960 – 4. September 1960 2 Wochen (insgesamt 3) | 3                                      | The Kingston Trio                                                            | Sold Out                               | -                         |
| 5. September 1960 – 30. Oktober 1960 8 Wochen (insgesamt 9) | 9                                      | The Kingston Trio                                                            | String Along                           | -                         |
| 31. Oktober 1960 – 20. November 1960 3 Wochen (insgesamt 7) | 7                                      | Frank Sinatra                                                                | Nice ’n’ Easy                          | -                         |
| 21. November 1960 – 27. November 1960 1 Woche (insgesamt 9) | 9                                      | The Kingston Trio                                                            | String Along                           | -                         |
| 28. November 1960 – 25. Dezember 1960 4 Wochen (insgesamt 7) | 7                                      | Frank Sinatra                                                                | Nice ’n’ Easy                          | -                         |